# Велико Лаоле
Велико Лаоле је насеље у Србији у општини Петровац на Млави у Браничевском округу. Према попису из 2022. било је 1421 становника. До 1965. ово насеље је било седиште Општине Велико Лаоле коју су чинила насељена места: Бистрица, Буровац, Бусур, Ћовдин, Крвије, Мало Лаоле, Шетоње, Табановац, Велико Лаоле, Везичево и Ждрело. После укидања општине подручје бивше општине је у целини ушло у састав Општине Петровац на Млави.
Сеоска црква је освећена 3. јуна 1935.

## Порекло становништва
Оснивачи села су породице, сви досељени са Косова у првој половини XVIII века.:
- Кумријићи - славе св. Јована,
- Стаңковићи - слава Михољдан,
- Диздари - славе св. Јована и
- Крстићи - славе св. Ђорђа

Према пореклу, ондашње становништво Велике Лаоле из 1903. године може се овако распоредити:
- Тимочко-крајинских досељеника има 7 породица са 138 кућа.
- Шумадијских досељеника има 4 породице са 90 кућа.
- Косовско-метохијских досељеника има 4 породице са 71 кућом.
- Из Старе Србије има 2 породице са 30 кућа.
- Из Влашке има 2 породице са 59 кућа.
- Са Хомоља има 1 породица са 18 кућа.
- Из Војводине има 2 породице са 16 кућа.
- Из Бугарске 1 породица са 3 куће.
- Из Македоније 1 породица са 2 куће. (подаци датирају из 1903. године)[2]

Западно од села се налази неолитско археолошко налазиште Беловоде. Јужније се налази каменолом Бело брдо, за кога се веровало да се користио и у средњем веку.

## Демографија
У насељу Велико Лаоле живи 1567 пунолетних становника, а просечна старост становништва износи 43,8 година (42,3 код мушкараца и 45,2 код жена). У насељу има 542 домаћинства, а просечан број чланова по домаћинству је 3,55.
Ово насеље је великим делом насељено Србима (према попису из 2002. године), а у последња три пописа, примећен је пад у броју становника.
|  |

| Демографија | Демографија | Демографија |
| Година      | Становника  | Становника  |
| ----------- | ----------- | ----------- |
| 1948.       | 2.940       |             |
| 1953.       | 3.076       |             |
| 1961.       | 3.143       |             |
| 1971.       | 2.951       |             |
| 1981.       | 2.910       |             |
| 1991.       | 2.694       | 2.242       |
| 2002.       | 1.925       | 2.520       |
| 2011.       | 1.735       |             |

| Етнички састав према попису из 2002.‍ | Етнички састав према попису из 2002.‍ | Етнички састав према попису из 2002.‍ | Етнички састав према попису из 2002.‍ | Етнички састав према попису из 2002.‍ |
| ------------------------------------ | ------------------------------------ | ------------------------------------ | ------------------------------------ | ------------------------------------ |
|                                      |                                      |                                      |                                      |                                      |
| Срби                                 | Срби                                 |                                      | 1.880                                | 97,66%                               |
| Југословени                          | Југословени                          |                                      | 18                                   | 0,93%                                |
| Роми                                 | Роми                                 |                                      | 8                                    | 0,41%                                |
| Румуни                               | Румуни                               |                                      | 5                                    | 0,25%                                |
| Хрвати                               | Хрвати                               |                                      | 1                                    | 0,05%                                |
| Словенци                             | Словенци                             |                                      | 1                                    | 0,05%                                |
| Муслимани                            | Муслимани                            |                                      | 1                                    | 0,05%                                |
| непознато                            | непознато                            |                                      | 0                                    | 0,0%                                 |

| Година пописа     | 1948. | 1953. | 1961. | 1971. | 1981. | 1991. | 2002. |
| ----------------- | ----- | ----- | ----- | ----- | ----- | ----- | ----- |
| Број домаћинстава | 671   | 703   | 751   | 687   | 660   | 615   | 542   |

| Број чланова      | 1   | 2   | 3  | 4  | 5  | 6  | 7  | 8  | 9 | 10 и више | Просек |
| ----------------- | --- | --- | -- | -- | -- | -- | -- | -- | - | --------- | ------ |
| Број домаћинстава | 100 | 104 | 80 | 82 | 79 | 46 | 34 | 15 | 1 | 1         | 3,55   |

| Пол    | Укупно | Неожењен/Неудата | Ожењен/Удата | Удовац/Удовица | Разведен/Разведена | Непознато |
| ------ | ------ | ---------------- | ------------ | -------------- | ------------------ | --------- |
| Мушки  | 775    | 158              | 536          | 49             | 31                 | 1         |
| Женски | 860    | 116              | 546          | 169            | 27                 | 2         |
| УКУПНО | 1.635  | 274              | 1.082        | 218            | 58                 | 3         |

| Пол    | Укупно                    | Пољопривреда, лов и шумарство | Рибарство                            | Вађење руде и камена | Прерађивачка индустрија       |
| ------ | ------------------------- | ----------------------------- | ------------------------------------ | -------------------- | ----------------------------- |
| Мушки  | 515                       | 365                           | 0                                    | 0                    | 37                            |
| Женски | 387                       | 298                           | 0                                    | 0                    | 14                            |
| УКУПНО | 902                       | 663                           | 0                                    | 0                    | 51                            |
| Пол    | Производња и снабдевање   | Грађевинарство                | Трговина                             | Хотели и ресторани   | Саобраћај, складиштење и везе |
| Мушки  | 6                         | 7                             | 32                                   | 9                    | 13                            |
| Женски | 2                         | 0                             | 25                                   | 2                    | 2                             |
| УКУПНО | 8                         | 7                             | 57                                   | 11                   | 15                            |
| Пол    | Финансијско посредовање   | Некретнине                    | Државна управа и одбрана             | Образовање           | Здравствени и социјални рад   |
| Мушки  | 2                         | 4                             | 9                                    | 12                   | 7                             |
| Женски | 1                         | 2                             | 4                                    | 15                   | 21                            |
| УКУПНО | 3                         | 6                             | 13                                   | 27                   | 28                            |
| Пол    | Остале услужне активности | Приватна домаћинства          | Екстериторијалне организације и тела | Непознато            | Непознато                     |
| Мушки  | 8                         | 0                             | 0                                    | 4                    | 4                             |
| Женски | 1                         | 0                             | 0                                    | 0                    | 0                             |
| УКУПНО | 9                         | 0                             | 0                                    | 4                    | 4                             |